# Oscar Moreira
Oscar Moreira foi um fundista uruguaio .
Oscar Moreira venceu a Corrida Internacional de São Silvestre, em 1947. Foi o primeiro estrangeiro campeão da prova.